# The Rolling Stones European Tour 1973
El 1973 European Tour fue un tour de conciertos que The Rolling Stones realizó por Gran Bretaña y Europa Continental entre septiembre y octubre de 1973.

## Historia
La gira comenzó justo después que se lanzara el álbum Goats Head Soup el 31 de agosto. Se inició en el Stadthalle de Viena (la zona más cercana al Bloque del este donde los Stones pudieron llegar por aquellos años) en Austria un 1 de septiembre. A continuación siguieron actuando en arenas de mediano tamaño por Alemania Occidental, Inglaterra (incluidos cuatro espectáculos en el Empire Pool, en Londres), Escocia, Suiza, Dinamarca, Suecia, Holanda y Bélgica, finalizando el 19 de octubre en el Deutschlandhalle en Berlín Occidental. En total fueron 42 espectáculos en 22 ciudades, con dos espectáculos en un día y un lugar común.

## Los shows
Sin el escándalo, atención y el jet-set que cubrió a la banda en el 1972 American Tour, el tour por Europa de 1973 fue visto como algo menos importante pero musicalmente mejor. Canciones como "Brown Sugar" y "Gimme Shelter" fueron bien recibidas y el órgano y Clavinet añadidos por Billy Preston le agregaron un toque funky y contemporáneo al "clásico" sonido Stone.
Keith Richards pasaba por momentos difíciles después de la muerte de su amigo Gram Parsons y la de su querido abuelo Gus, quien lo introdujo al mundo de la guitarra. El rendimiento de Richards en la guitarra sigue siendo sólido, pero en algunas filmaciones clandestinas se observa que necesita ayuda vocal de Jagger para la canción "Happy". Durante el tour, Richards criticaría el trazado convencional de guitarra rítmica y solista. En siguiente Tour of the Americas '75, Ron Wood restauraría esta configuración de guitarras múltiples.

## Grabaciones
No hay álbum en vivo disponible de estas presentaciones, aunque se grabó una presentación clandestina del show del 17 de octubre en Bruselas. Esta cinta fue lanzada con el nombre de Brussels Affair y a menudo es considerada como una de las filmaciones más importantes de la etapa clásica de los Stones.

## Músicos
- Mick Jagger - voz, armónica
- Keith Richards - guitarras, voces
- Mick Taylor - guitarras
- Bill Wyman - bajo
- Charlie Watts - batería

Músicos adicionales
- Billy Preston - teclados, voces
- Bobby Keys - saxofón (algunas fechas)
- Trevor Lawrence - saxofón (algunas fechas)
- Jim Price - trompeta, trombón (algunas fechas)
- Steve Madio - trompeta, fiscorno (algunas fechas)

Bobby Keys, estrella del American Tour 1972, quien con Richards eran asiduos consumidores de heroína fue despedido durante esta gira.

## Números de apertura
El telonero de este tour fue Billy Preston, y para él fue Kracker. Mick Taylor tocó la guitarra en los números de Preston y se presentó en el lanzamiento de Live European Tour, grabado durante estas presentaciones europeas. Preston fue el encargado de suplir la falta de un tecladista en este tour.

## Set list
Las canciones que tocaban eran las siguientes:
1. "Brown Sugar"
2. "Gimme Shelter"
3. "Happy"
4. "Tumbling Dice"
5. "Star Star"
6. "Dancing with Mr D"
7. "Doo Doo Doo Doo Doo (Heartbreaker)" (esporádica)
8. "Angie"
9. "You Can't Always Get What You Want"
10. "Midnight Rambler"
11. "Honky Tonk Women"
12. "All Down the Line"
13. "Rip This Joint"
14. "Jumpin' Jack Flash"
15. "Street Fighting Man"

Este set list fue bastante estable. En los primeros shows se incluyó canciones del Goats como "100 Years Ago" y "Silver Train" quedando fuera otras como Bitch y "Sweet Virginia". Una vez más se ignora el catálogo pre-1968. Mick Jagger argumenta: "La única cosa que no me gusta hacer cuando toco en vivo es tener que realizar los antiguos números, aunque eso es lo que toda la gente quiere escuchar".

## Fechas
- 01/09/1973  Stadthalle - Viena, Austria
- 03/09/1973  Eisstadion - Mannheim, Alemania
- 04/09/1973  Sporthalle - Colonia, Alemania (2 shows)
- 07/09/1973  Empire Pool - Wembley, Londres, Reino Unido
- 08/09/1973  Empire Pool - Wembley, Londres, Reino Unido (2 shows)
- 09/09/1973  Empire Pool - Wembley, Londres, Reino Unido
- 11/09/1973  Kings Hall - Mánchester, Reino Unido
- 12/09/1973  Kings Hall - Mánchester, Reino Unido
- 13/09/1973  City Hall - Newcastle upon Tyne, Reino Unido (2 shows)
- 16/09/1973  The Apollo - Glasgow, Reino Unido
- 17/09/1973  The Apollo - Glasgow, Reino Unido
- 19/09/1973  Odeon Theatre - Birmingham, Reino Unido (2 shows)
- 23/09/1973  Olympiastadion - Innsbruck, Austria
- 25/09/1973  Festhalle - Berna, Suiza
- 26/09/1973  Festhalle - Berna, Suiza (2 shows)
- 28/09/1973  Olympiahalle - Múnich, Alemania (2 shows)
- 30/09/1973  Festhalle - Fráncfort del Meno, Alemania (2 shows)
- 02/10/1973  Ernst-Merck-Halle - Hamburgo, Alemania (2 shows)
- 04/10/1973  Vejlby-Risskov-Hallen - Aarhus, Dinamarca (2 shows)
- 06/10/1973  Scandinavium - Gotemburgo, Suecia (2 shows)
- 07/10/1973  Brondby-Hallen - Copenhague, Dinamarca (2 shows)
- 09/10/1973  Grugahalle - Essen, Alemania
- 10/10/1973  Grugahalle - Essen, Alemania
- 11/10/1973  Grugahalle - Essen, Alemania
- 13/10/1973  Sportpaleis AHOY - Róterdam, Países Bajos
- 14/10/1973  Sportpaleis AHOY - Róterdam, Países Bajos (2 shows)
- 15/10/1973  Sportpaleis Merksem - Amberes, Bélgica
- 17/10/1973  Foret Nationale - Bruselas, Bélgica (2 shows)
- 19/10/1973  Deutschlandhalle - Berlín, Alemania